# Mike Weir
Michael Richard „Mike“ Weir, CM, O.Ont (* 12. Mai 1970 in Sarnia, Ontario, Kanada) ist ein kanadischer Profigolfer der nordamerikanischen PGA TOUR.
Im Jahre 1992 die Profilaufbahn eingeschlagen, war Weir 1999 der erste Kanadier in 45 Jahren, der ein Event der PGA Tour in seinem Heimatland für sich entscheiden konnte. Sein bislang erfolgreichstes Jahr kam 2003, mit dem Gewinn des Masters in Augusta und zwei weiteren Turniersiegen, sowie einem dritten Platz bei einem weiteren Major, der US Open.
Eigentlich ist Mike Weir Rechtshänder – nur Golf spielt er linkshändig, ebenso wie sein Berufskollege Phil Mickelson. Er lebt derzeit mit seiner Ehefrau Bricia und den beiden Töchtern in den USA (Draper, Utah).

## Auszeichnungen
- Lou Marsh Award for Outstanding Canadian Athlete of the Year 2003
- Order of Ontario (2003) die höchste Auszeichnung der Provinz Ontario
- Order of Canada (2007)

## PGA Tour Siege
- 1999: Air Canada Championship
- 2000: WGC-American Express Championship
- 2001: THE TOUR Championship
- 2003: Bob Hope Chrysler Classic, Nissan Open, The Masters
- 2004: Nissan Open
- 2007: Fry’s Electronics Open

Major Championship ist fett gedruckt.

## Resultate bei Major Championships
| Turnier               | 1999 | 2000 | 2001 | 2002 | 2003 | 2004 | 2005 | 2006 | 2007 | 2008 | 2009 | 2010 | 2011 | 2012 | 2013 | 2014 | 2015 | 2016 | 2017 | 2018 |
| --------------------- | ---- | ---- | ---- | ---- | ---- | ---- | ---- | ---- | ---- | ---- | ---- | ---- | ---- | ---- | ---- | ---- | ---- | ---- | ---- | ---- |
| The Masters           | DNP  | T28  | T27  | T24  | 1    | CUT  | T5   | T11  | T20  | T17  | T46  | T43  | CUT  | CUT  | CUT  | T44  | CUT  | CUT  | CUT  | CUT  |
| US Open               | CUT  | T16  | T19  | CUT  | T3   | T4   | T42  | T6   | T20  | T18  | T10  | T80  | DNP  | DNP  | T28  | DNP  | DNP  | DNP  | DNP  | DNP  |
| The Open Championship | T37  | T52  | CUT  | T69  | T28  | T9   | CUT  | T56  | T8   | T39  | CUT  | CUT  | DNP  | DNP  | DNP  | DNP  | DNP  | DNP  | DNP  | DNP  |
| PGA Championship      | T10  | T30  | T16  | T34  | T7   | CUT  | T47  | 6    | CUT  | T42  | CUT  | CUT  | DNP  | DNP  | DNP  | DNP  | DNP  | DNP  | DNP  | DNP  |

| Turnier               | 2019 | 2020 | 2021 | 2022 | 2023 | 2024 | 2025 |
| --------------------- | ---- | ---- | ---- | ---- | ---- | ---- | ---- |
| The Masters           | CUT  | T51  | CUT  | CUT  | CUT  | CUT  | CUT  |
| PGA Championship      | DNP  | DNP  | DNP  | DNP  | DNP  | DNP  |      |
| US Open               | CUT  | DNP  | DNP  | DNP  | DNP  | DNP  |      |
| The Open Championship | DNP  | KT   | DNP  | DNP  | DNP  | DNP  |      |

LA= Bester Amateur

DNP = nicht teilgenommen

CUT = Cut nicht geschafft

„T“ geteilte Platzierung

KT = Kein Turnier (Ausfall wegen Covid-19)

Grüner Hintergrund für Sieg

Gelber Hintergrund für Top 10.

## Siege auf der Canadian Tour
- 1997: BC TEL Pacific Open, Canadian Masters

## Andere Turniersiege
- 1993: Infiniti Tournament Players Championship (Kanada)
- 2003: Champions Challenge (USA) [mit Dean Wilson]
- 2004: Champions Challenge (USA) [mit Dean Wilson]

## Teilnahmen an Teambewerben
- Presidents Cup (im internationalen Team): 2000, 2003 (remis), 2005, 2007, 2009
- WGC-World Cup (für Canada): 2000, 2001, 2002, 2006, 2007